# Весёлая Горка (Минская область)
Весёлая Горка (бел. Вясёлая Горка) — деревня в Пуховичском районе Минской области. Входит в состав Туринского сельсовета.

## Географическое положение
Находится примерно в 10 километрах северо-восточнее райцентра и в 13 километрах от железнодорожной станции Пуховичи на линии Минск—Осиповичи, в 56 км от Минска.

## История
Населённый пункт был основан в 1920-е годы как посёлок на территории Туринского сельсовета Пуховичского района (с 20 февраля 1938 — Минской области). Согласно переписи населения СССР 1926 года здесь насчитывалось 11 дворов, проживали 54 человека. В период Великой Отечественной войны оккупирован немецко-фашистскими захватчиками в конце июня 1941 года. Освобождён в начале июля 1944 года. По состоянию на 2002 год деревня входила в состав Туринского сельсовета и относилась к колхозу «Знамя коммунизма» (бел. Сцяг камунізму), тогда здесь насчитывалось 3 круглогодично жилых дома и 8 постоянных жителей. На 2012 год в Весёлой Горке было 2 жилых дома и 6 постоянных жителей

## Население
- 1926 — 11 дворов, 54 жителя
- 2002 — 3 двора, 8 жителей
- 2012 — 2 двора, 6 жителей
- 2019 —